# Przy fortepianie
Przy fortepianie (ang. At The Piano) to obraz olejny amerykańskiego malarza Jamesa McNeilla Whistlera namalowany w 1858–1859, znajdujący się w zbiorach Taft Museum of Art w Cincinnati. Jest to pierwszy znaczący obraz artysty.

## Opis i analiza
Obraz Przy fortepianie został odrzucony przez Salon paryski w 1859 natomiast spotkał się z dobrym przyjęciem na wystawie Royal Academy of Arts w 1860 w Londynie. To pierwsze znaczące dzieło Jamesa Whistlera odzwierciedla środowisko mieszczańskie, w którym artysta się wychowywał. Whistler przedstawił na obrazie swoją przyrodnią siostrę Deborę Delano Haden i jej córkę Annie Harriet Haden. Matka gra na fortepianie, który należał do zmarłego w 1849 ojca artysty, George’a Washingtona Whistlera a córka słucha. Matka i córka są ubrane w tradycyjne, żałobne stroje ludzi epoki wiktoriańskiej – matka w czerni a córka w bieli. Tytuł obrazu nie wykazuje jednak związku z sytuacją rodzinną artysty a i sam obraz nie jest, w przeciwieństwie do typowych scen z matką i dzieckiem epoki wiktoriańskiej, dziełem sentymentalnym. Artysta jest tu bardziej zainteresowany w równowadze postaci matki i córki. Twarz tej ostatniej jest niewyraźna, mglista. Whistler użył obrazków na ścianie i linii boazerii pod nimi oraz fortepianu, żeby stworzyć poczucie kompozycyjnej spójności dzieła. Użyte kolory są proste i zdecydowane. Kilkoma muśnięciami pędzla artysta doskonale oddał odblask naczynia stojącego za matką.
Whistler świadomie naśladował w swym obrazie efekt optyczny osiągany dzięki użyciu stereoskopu, popularnemu wówczas przyrządowi optycznemu. Stosując dwa całkowicie odrębne punkty ogniskowe w postaciach matki i córki sprawił, iż niemożliwe jest skupienie uwagi na obu równocześnie. Efekt widzenia stereoskopowego potęguje płytka głębia obrazu. Już w tym wczesnym dziele Whistler osiągnął wizualną intymność pomiędzy formalną strukturą a tematem malowidła. Podczas gdy w większości obrazów tego typu przedstawiane osoby siedzą obok siebie dzieląc się swoją wiedzą muzyczną, w obrazie Whistlera matkę od córki dzieli nieprzekraczalna przepaść wywołana przez dwa oddzielne punkty ogniskowe, stwarzająca wrażenie jakby osamotnienia i izolacji. To poczucie izolacji artysta złagodził akcentując odblaski na szkle obrazów oraz na nogach i pudle fortepianu.